# Орськ (Новосибірська область)
Орськ (рос. Орск) — село у Мошковському районі Новосибірської області Російської Федерації.
Входить до складу муніципального утворення Сокурська сільрада. Населення становить 176 осіб (2010).

## Історія
Згідно із законом від 2 червня 2004 року органом місцевого самоврядування є Сокурська сільрада.

## Населення
| 2002 | 2007 | 2010 |
| ---- | ---- | ---- |
| 177  | ↘176 | →176 |